# Weekend in L.A.
Weekend in L.A. è un album discografico del chitarrista statunitense George Benson, pubblicato nel 1978 dalla Warner Bros. Records. È stato registrato dal vivo al West Hollywood Roxy Theater.

## Il disco
Questa è la dedica di George Benson per questo album registrato dal vivo.
L'album contiene registrazioni live effettuate il 30 settembre, il 1º ottobre e il 2 ottobre 1977. Benson si dimostra in buona forma sia strumentale che vocale, davanti ad un pubblico che risponde calorosamente alla musica. Nell'album appare per la prima volta il brano On Broadway che probabilmente è la sua canzone più conosciuta e una di quelle di maggior successo e raggiunse la settima posizione nella Billboard Hot 100 e l'album l'ottava in Nuova Zelanda. La stessa canzone vince un Grammy Awards come miglior voce maschile di R&B nel 1979 e viene poi utilizzata per la colonna sonora dei film Affari d'oro, American Beauty e All That Jazz - Lo spettacolo comincia di Bob Fosse, vincitore di 4 premi oscar e Palma d'oro al Festival di Cannes. Il brano successivamente apparirà anche nell'album Kermit Unpigged.
Il brano The greatest love of all, composto da Linda Creed, viene registrato da Benson e utilizzato per il film The Greatest sulla vita di Muhammad Ali. La canzone non fu subito apprezzata, ma successivamente cantata da Whitney Houston arrivò in vetta alle classifiche.
Per Weekend in L.A. George Benson si avvale di musicisti famosi fra cui Ronnie Foster alle tastiere e sintetizzatore, Phil Upchurch alla chitarra ritmica, Stanley Banks al basso e Jorge Dalto al pianoforte e tastiere.

## Tracce
Lato A
1. Weekend in L.A. – 7:21 (George Benson)
2. On Broadway – 9:55 (B. Mann/C.Weil/J.Leiber/M.Stoller)

Lato B
1. Down Here On The Ground – 4:57 (G.Garnett/Lalo Schifrin)
2. California P.M. – 6:59 (George Benson)
3. The Greatest Love of All – 5:23 (L. Creed/Michael Masser)

Lato C
1. It's All in The Game – 3:50 (C.Sigman/C.Dawes)
2. Windsong – 6:04 (N.Larson)
3. Ode to a Kudu – 7:17 (George Benson)

Lato D
1. Lady Blue – 3:30 (Leon Russell)
2. We All Remember Wes – 5:37 (Stevie Wonder)
3. We As Love – 6:43 (R.Foster)

## Formazione
- George Benson – chitarra e voce
- Phil Upchurch – chitarra ritmica
- Stanley Banks – basso
- Ralph MacDonald – percussioni
- Harvey Mason – batteria
- Ronnie Foster – tastiere
- Jorge Dalto – pianoforte, tastiere

## Edizioni
| Anno | Formato | Etichetta            |
| ---- | ------- | -------------------- |
| 1977 | LP      | Warner Bros. Records |
| 1988 | MC      | Warner Bros. Records |
| 1988 | CD      | Warner Bros. Records |
| 2007 | CD      | WEA                  |